# Ибн Баджа
Абу-Бакр Мохамед ибн Яхия ибн Баджа (на арабски: أبو بكر محمد بن يحيى بن الصائغ), по-известен като Ибн Баджа и с латинската транскрипция на името си Авемпаче, е родоначалник на западно-арабския перипатетизъм.

## Биография
Роден е в края на 11 век в Сарагоса. Живее в Гранада, Сарагоса, където заема висша държавна служба при губернатора на града. Впоследствие работи като везир на брата на султана от Алморавидската династия на Мароко. Скоро обаче отношението на властите към него се променя и той е подложен на гонения и хвърлен в затвора в град Фес, където е отровен от своите противници през 1138 г.
Теоретичните възгледи на Ибн Баджа са главно в областта на философията, астрономията, математиката и музиката. Горещ почитател е на Фараби и един от най-цитираните арабски автори след Авероес през 13 век.